# Tugeneko
tugeneko（つげねこ、生年非公表、11月17日生まれ）は、日本の漫画家、イラストレーター。男性。主な作品に『彼とカレット。』（『週刊アスキー』等にて連載）、『上野さんは不器用』（白泉社にて連載）などがある。

## 略歴・作風
かわいらしいポップな画風と独特のセリフ回し・ノリに下ネタを組み合わせた作風が特徴的で、「明るくて乾いている下ネタ」と評されている。作者近影にはイラストを使用しており、プリンの容器、あるいは、その容器を頭部に載せた白くて四角いイヌのような生物が描かれている。ペンネームの"tuge"の由来はつげ義春であるが、"neko"は本人も不明であると語っている。
福岡県の歯科医師の家庭の生まれの九州男児である。インタビュー記事にて、これまでに影響を受けてきた作品として『エスパークス』（文房具）、『封神演義』、『セイバーマリオネットJ』、『攻殻機動隊 STAND ALONE COMPLEX』等を、影響を受けた人物として黒星紅白、原田たけひとらを挙げている。自身の作品作りのテーマは「かわいい女の子を描くこと」であると語っている。高校卒業後にデザイン系の短期大学へ通い、その後、上京しアニメ会社で作画の仕事に就くも、退職して福岡の実家に帰りpixiv（下記リンク参照）にて活動するかたわら歯科技工士の資格を取得する。この時期に、実況パワフルプロ野球ポータブル3を題材とした4コマ漫画をpixivに投稿したところ口コミで人気が広がり、これを機に編集者とコンタクトを取るようになった。
2010年に『ケータイ週アス』にてフルカラー漫画の『彼とカレット。』を連載開始し、漫画家としてデビューを果たした。彼とカレット。は同サイトの終了にともない『週刊アスキー』連載へ移籍して継続し、これはパイロット版 (2010年年初掲載)の構想時点から2016年の最終回まで、足掛け8年にわたって手掛けた作品となった。
2013年より『まほろばきっさ』の連載を『まんがくらぶオリジナル』にて開始、のちに同誌休刊にともない『まんがライフMOMO』に移籍し2017年まで連載。
2015年に短期集中連載として『上野さんは不器用』を『ヤングアニマル』誌上にて発表。その後同誌にて本格的に連載を開始し、同誌の2018年11号ではテレビアニメ化を発表。
ウエノやキタハラなど作品を越えて同じ苗字のキャラクターが登場するほか、別作品のキャラクターとよく似た風貌の人物がカメオ出演していることがあり、作品の舞台に何らかのつながりが示唆されている。

## 作品リスト
- 彼とカレット。 - 『ケータイ週アス』、『週刊アスキー』、『週刊アスキーPLUS』（いずれもKADOKAWA / アスキー・メディアワークス）、2010年 - 2016年、単行本全4巻
- すくみズ! - 『最前線 』（星海社）、2012年 - 2013年、単行本全1巻
- まほろばきっさ - 『まんがくらぶオリジナル』、『まんがライフMOMO』 （いずれも竹書房）、2013年 - 2017年、単行本全3巻
- 上野さんは不器用[9] - 『ヤングアニマル』 （白泉社）、2015年 - 2022年、単行本全10巻